# Сінбасі
35°39′57″ пн. ш. 139°45′41″ сх. д. / 35.665952777778° пн. ш. 139.76147777778° сх. д.
Сімбасі (яп. 新橋) — квартал у районі Мінато в Токіо (столиці Японії). Розташований південніше Ґіндза, на захід від Цукідзі, на схід від Тораномона та на північ від Гамамацучо.

## Історія
Назва місцевості Сінбасі перекладається як «Новий міст». Тут знаходився міст, що проходив через річку Сіодоме і побудований у 1604 році. Пізніше річка була засипана. Сінбасі був кінцевою станцією першої залізниці в Японії, побудованої в 1872 році (Лінія Токайдо). У 1914 році з продовженням лінії до станції Токіо старий вокзал був знесений.
З 2002 року квартал оновлено. Було збудовано тринадцять хмарочосів та різні комерційні та офісні будівлі. Багато великих японських компаній, таких як All Nippon Airways, Fujitsu, Matsushita, Nippon Television, базуються в цих хмарочосах.
На додаток до району Шиодоме, центральним елементом якого є міський комплекс, відомий як Сіо-Сайт, однією з будівель найбільшої архітектурної цінності є комплекс Nakagin Capsule Tower, рідкісний приклад архітектури метаболізму.